# پیمان امنیتی بین ایالات متحده و ژاپن
پیمان امنیتی بین ایالات متحده و ژاپن (به ژاپنی: 日本国とアメリカ合衆国との間の安全保障条約, Nipponkoku to Amerikagasshūkoku to no aida no anzen hoshōjōyaku)، در ۸ سپتامبر ۱۹۵۱ توسط نمایندگان ایالات متحده آمریکا و ژاپن در سان فرانسیسکو، کالیفرنیا امضا شد.